# Loajalita
Loayalita (z francouzštiny loyauté a z latiny legalitas, zákonnost) je pojem, který vyjadřuje osobní oddanost či pocit připoutanosti k předmětu, kterým může být osoba nebo skupina osob, ideál, povinnost nebo pohnutka.

## Historie
Původně feudální pojem označoval věrné a spolehlivé plnění lenních povinností. V tomto smyslu se za Americké revoluce věrným poddaným britského krále říkalo loajalisté.
Jakožto dobrovolné sebeomezení se loajalita vždy pokládala za ctnost a americký filosof Josiah Royce založil celou svoji etiku na loajalitě k loajalitě. Přesto se v novějším myšlení upozorňuje na její problémy. Loajální je člověk, který neopouští přesvědčení, člověka nebo instituci, vůči němuž cítí nějaké závazky, a podporuje je nebo jejich zájmy i v dobách, kdy mu to nepřináší prospěch. Proto se na loajálního člověka a na jeho oddanost lze spolehnout, na druhé straně od něho nelze čekat varování ve chvíli, kdy jeho nadřízený dělá chyby nebo dokonce ničemnosti.
Panovníci se obvykle obklopovali loajální družinou a naopak si její loajalitu získávali dary a privilegii. Současný politik nebo vedoucí pracovník firmy, který se obklopuje příliš loajálními lidmi, bude ohrožen tím, že od nich neuslyší kritiku. Proto může dnes mít dobrý smysl na první pohled paradoxní pojem loajální opozice: opozice, která to se státem myslí dobře. Na druhé straně loajálnímu člověku hrozí, že se jeho loajalita dostane do konfliktu s jeho vlastními hodnotami nebo s nějakou jinou loajalitou: loajalita k rodině s loajalitou vůči přátelům, vůči firmě, vůči státu a podobně.
Loajalita se mění ve fanatismus, když zdivočí a přestane se řídit rozumem, anebo v rezignaci, když začne dávat najevo neochotu přijímat.